# جوردن جونسون
جوردن جونسون (بالإنجليزية: Jordan Johnson)‏ (9 أكتوبر 1986 ستوك أون ترينت المملكة المتحدة - ) هو لاعب كرة قدم بريطاني يلعب كمهاجم.

## روابط خارجية
- جوردن جونسون على موقع قاعدة بيانات كرة القدم.إي يو (الإنجليزية)
- جوردن جونسون على موقع ناشيونال فوتبول تيمز (الإنجليزية)
- جوردن جونسون على موقع Soccerway.com (الإنجليزية)